# Zoznegg (Mühlingen)
Zoznegg ist ein Ortsteil der Gemeinde Mühlingen im baden-württembergischen Landkreis Konstanz in Deutschland.

## Geographie

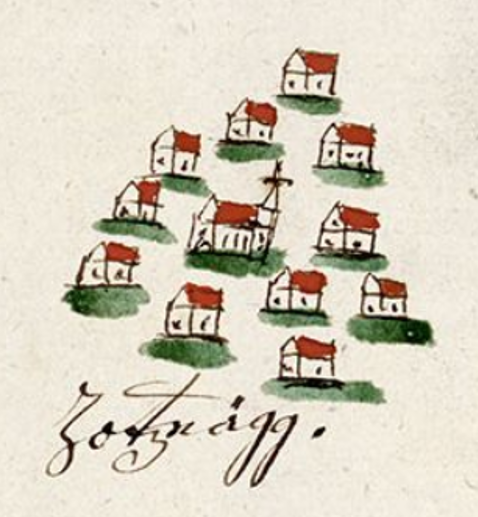
Zoznegg auf einer Karte aus dem Jahr 1760 (Ausschnitt)

Zur ehemaligen Gemeinde Zoznegg gehören das Dorf „Zoznegg“, der Weiler „Berenberg“, das Gehöft „Geigeshöfe“, die Häuser „Bahnhof Mühlingen-Zoznegg“ und „Bahnstation Schwackenreute“, die in Zoznegg aufgegangenen Ortschaften „Greithof“ und „Hinterberg“ sowie die Wüstung „Sommerhof“.

### Geographische Lage
Zoznegg liegt im Nordosten des Hegaus, am Übergang zum Linzgau, etwa zweieinhalb Kilometer südöstlich der Mühlinger Ortsmitte, auf einer Höhe zwischen 582 und 683,7 m ü. NHN im „Bergholz“.
Im Norden grenzt Zoznegg an den Mühlinger Ortsteil Schwackenreute, im Osten an den Hohenfelser Gemeindeteil Mindersdorf, im Süden und Südwesten an die Stockacher Stadtteile Ursaul und Hoppetenzell sowie im Nordwesten an den Mühlinger Ortsteil Mühlweiler.

### Geologie
Im Wesentlichen liegt Zoznegg im Bereich der Überlinger Gletscherzunge des Rheingletschers; regionalgeologisch bedeutet das: am Nordrand der Äußeren Jungmoräne bzw. des voralpinen Molassebeckens.

### Schutzgebiete
In Zoznegg ist neben mehreren Biotopen das FFH-Gebiet „Ablach, Baggerseen und Waltere Moor“ ausgewiesen.

## Geschichte

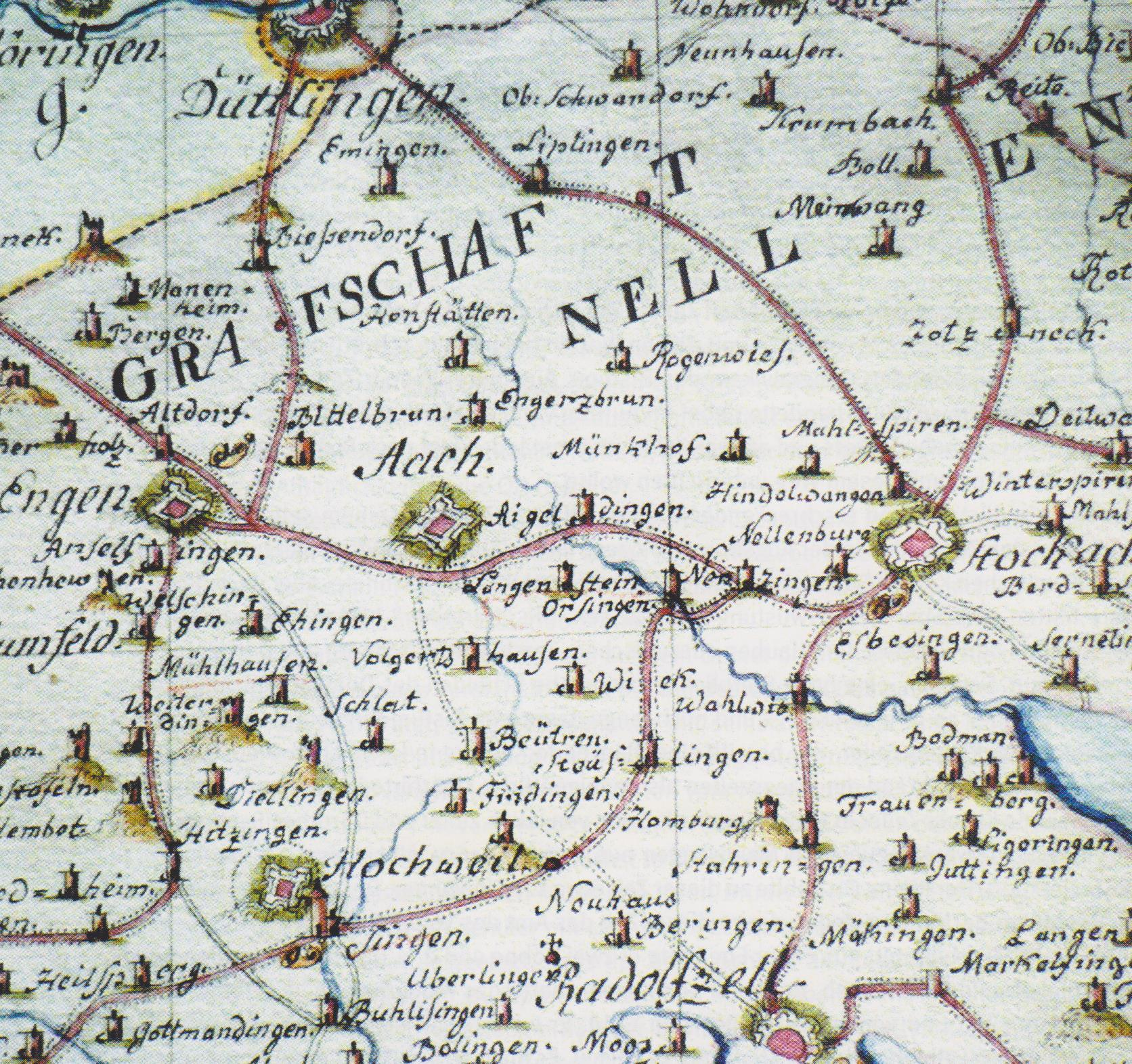
Zotzneck auf einer Karte der Grafschaft Nellenburg aus dem 18. Jahrhundert

Zoznegg ist eine Rodungssiedlung des Hochmittelalters, 1329 wurde sie erstmals in einer Urkunde  der Reichsabtei Salem erwähnt. Der Kern der Siedlung ist im Bereich der heutigen Hohenfelser Straße und Stockacher Straße zu suchen. Hier verlief die  Fernstraße Schaffhausen–Augsburg, die später, im 17. Jahrhundert als „ordinari Landstraß“ bezeichnet wurde.
Mit dem Verkauf im Jahre 1465 kam Zoznegg von der Landgrafschaft Nellenburg zu Österreich. Zoznegg war nun als Teil des Hindelwanger Amtes Teil der Kameralherrschaft Nellenburg.
Die Mediatisierung aufgrund des Reichsdeputationshauptschlusses führte 1806 zum Königreich Württemberg und 1810 mit dem Grenzvertrag zwischen Württemberg und Baden zum Großherzogtum Baden. 1843 kam der Ort zum Bezirksamt Stockach, das 1939 in Landkreis Stockach umbenannt wurde.
Bei der Auflösung des Landkreises Stockach im Zuge der baden-württembergischen Kreisreform 1973 kam das Dorf zum Landkreis Konstanz.
Am 1. Januar 1974 wurde die Gemeinde Mühlingen durch Vereinigung der Gemeinden Mühlingen, Mainwangen und Gallmannsweil neu gebildet. Die heutige Gemeinde entstand am 1. Januar 1975 durch Vereinigung dieser Gemeinde mit Schwackenreute und Zoznegg.

### Einwohnerentwicklung
| Jahr      | 1783 | 1800 | 1852 | 1871 | 1880 | 1890 | 1900 | 1910 | 1925 | 1933 | 1939 | 1950 | 1956 | 1961 | 1963 | 1970 | 1996 | Ref.        |
| Einwohner | >100 | 180  | 261  | 335  | 374  | 391  | 353  | 433  | 515  | 533  | 508  | 590  | 615  | 680  | 703  | 666  | 806  | [ 6 ] [ 7 ] |
| weiblich  |      |      |      | 178  |      | 217  |      | 209  | 257  |      | 262  | 295  |      | 345  |      |      |      | [ 8 ]       |
| männlich  |      |      |      | 157  |      | 174  |      | 224  | 258  |      | 246  | 295  |      | 335  |      |      |      | [ 8 ]       |

### Name
Zotzneck (18. Jh.), Zotznägg (1760), Zotznegg (1767), Zoznegg: Der Ortsname wird aus der althochdeutschen Sprache und der Zusammensetzung von Zozo, der Name eines alemannischen Sippenführers, und des für einen Bergstock oder Bergvorsprung stehenden ekka erklärt. Beide Begriffe weisen auf die Zeit zwischen 650 und 1000 hin.

### Berenberg
Der Weiler Berenberg bildete lange Zeit eine Sondermarkung. Er gehörte nach 1600 der Familie von Danketschweil, dann den Herren von Liebenfels und von 1727 bis zu Beginn des 19. Jahrhunderts der Familie von Beroldingen, dann teilweise den Freiherren von Buol. Von etwa 1900 bis nach dem Zweiten Weltkrieg bestand hier eine große Ziegelfabrik. Die abgesonderte Gemarkung Berenberg wurde 1925 der Gemarkung Zoznegg angegliedert, auf der auch die seit 1461 nachweisbaren Geigeshöfe liegen.

## Wappen
| Wappen der ehemaligen Gemeinde Zoznegg | Blasonierung: „Unter goldenem (gelbem) Schildhaupt, darin eine liegende vierendige blaue Hirschstange, in Rot der schwarze Großbuchstabe Z.“ |
| Wappen der ehemaligen Gemeinde Zoznegg | Wappenbegründung: Die Hirschstange symbolisiert die frühere Zugehörigkeit Zozneggs zur Grafschaft Nellenburg.                                |

## Wirtschaft und Infrastruktur
Die Zoznegger Bürger lebten früher hauptsächlich von der Landwirtschaft. 1615 waren die meisten Menschen in Zoznegg Kleinbauern, Tagelöhner und Handwerker, zum Beispiel ein Bäcker, ein Weber und zwei Schmiede. Erst im 19. Jahrhundert nahm die zuvor unbedeutende Viehwirtschaft zu.
Tabelle: Viehstand; * Zugtiere = Pferde und Ochsen
| Jahr      | um 1772 | um 1850 | um 1900 | 1925 |
| --------- | ------- | ------- | ------- | ---- |
| Zugtiere* | 66      | ?       | ?       | ?    |
| Pferde    | ?       | 40      | ?       | 24   |
| Rinder    | 47      | 152     | 296     | 397  |
| Schafe    | 26      | ?       | ?       | ?    |
| Schweine  | 41      | 90      | 210     | 233  |
| Ziegen    | ?       | 10      | 54      | 71   |

1909 belegte die Erntestatistik für Zoznegg  65 Hektar Sommergerste, 45 Hektar Dinkel, 35 Hektar Winterweizen, 20 Hektar Sommerhafer, 12 Hektar Winterroggen, 18 Hektar Kartoffeln und 3 Hektar Futterrüben.
In den 1930er Jahren wurden in Zoznegg je drei Maurer und Zimmerer, je zwei Hausmetzger, Schuhmacher, Schneider und Wagner sowie je ein Frisör, Müller, Schmied und Schreiner genannt. In den Jahren des Zweiten Weltkriegs mussten einige Geschäfte geschlossen werden, so dass das Angebot an Gewerbe- und Handwerksbetrieben nach Kriegsende sehr gering war, sich aber mit der Währungsreform wieder erholte.

### Trinkwasserversorgung
Zoznegg wird aus dem Gerhardsbrunnen sowie der Steinbühl-, Weiherbach- und Brunnentobelbachquelle mit Trinkwasser versorgt.

### Post
Vor 1900

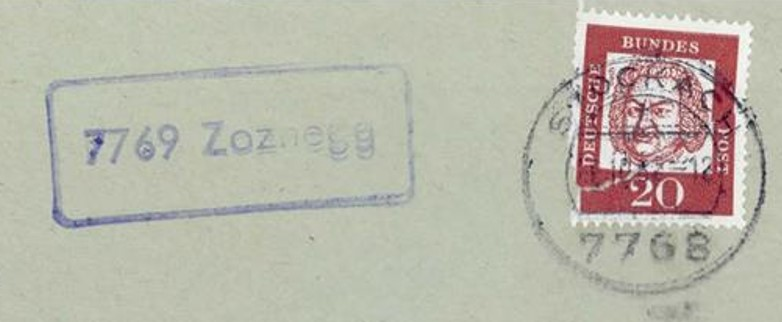
Zusätzlicher Poststempel „7769 Zoznegg“ (1964)

Privatpersonen mussten vor 1821 ihre Post auf der Stockacher Postanstalt selbst abgeben. Dann entstand durch die Einrichtung einer Amtsbotenanstalt die Möglichkeit, dass Privatpersonen ihre Post einem Amtsboten übergeben konnten. Dieser brachte die Post anfangs zweimal, später dreimal wöchentlich zur Stockacher Postexpedition.
In den 1850er Jahren wurde die Amtbotenanstalt aufgrund stetig zunehmendem Schriftverkehr aufgehoben, ihre Dienste der Post übertragen und zum 1. Mai 1859 die Landpostanstalt ins Leben gerufen. Im Amtsbezirk Stockach wurden fünf Botenbezirke eingerichtet. Jeden Dienstag, Donnerstag und Samstag machte sich der Bote (Botenbezirk No. I) von Stockach auf die Runde über Mahlspüren und Winterspüren nach Zoznegg sowie über Schwackenreute, Hoppetenzell, Zizenhausen und Hindelwangen zurück nach Stockach. Poststücke, die in die Zoznegger Brieflade eingeworfen worden waren, wurden vor der Weiterleitung vom Postboten mit dem Uhrradstempel „9.“ versehen.
Heute
Die Filiale der Deutschen Post befindet sich im Haus Stockacher Straße 29.

### Verkehr
Zoznegg ist über die Kreisstraßen 6109 und 6180, beide zur Bundesstraße 313, in das Fernstraßennetz eingebunden.

### Öffentlicher Personennahverkehr

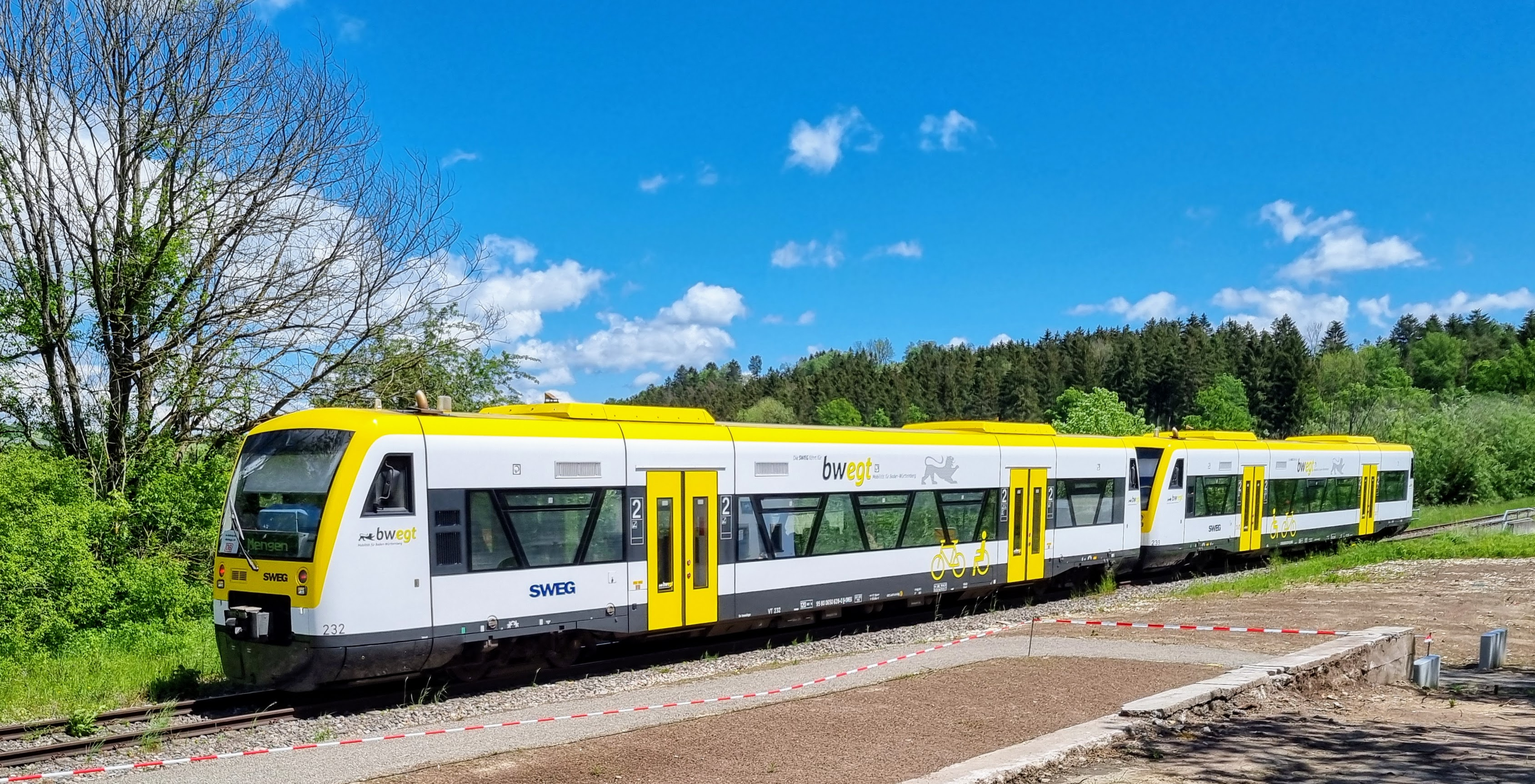
Triebwagen der SWEG am Haltepunkt Mühlingen-Zoznegg (Mai 2024)

Zoznegg wird über drei Bushaltestellen im Ort stündlich, im Schülerverkehr teils halbstündlich, Samstags, Sonn- und Feiertags zweistündlich, durch die Buslinie 100 Stockach–Zoznegg–Mühlingen–Hecheln bedient. Somit bestehen Verbindungen nach Stockach und Mühlingen.
Im Schülerverkehr bestehen weitere vereinzelte Verbindungen mit der Linie 101 nach Hohenfels sowie mit der Linie 7391 in Richtung Meßkirch–Sigmaringen sowie über Hoppetenzell–Zizenhausen nach Stockach. Diese Orte sind ansonsten nur über einen Umstieg in Stockach oder Mühlingen-Mühlweiler erreichbar.
Zoznegg gehört dem Verkehrsverbund Hegau-Bodensee (VHB) an. 
Zwischen 1870 und 1972 gab es an der heute für Personenverkehr stillgelegten Bahnstrecke Radolfzell–Mengen bei Kilometer 24,8 den Haltepunkt Mühlingen-Zoznegg. Seit 2021 besteht auf der Strecke saisonal im Freizeitverkehr wieder regulärer Personenverkehr, am 1. Mai 2024 wurde der ehemalige Haltepunkt Mühlingen-Zoznegg reaktiviert.

### Wanderwege
Durch Zoznegg verläuft neben einigen von der Gemeinde Mühlingen ausgeschilderten Wanderwegen auch die Route 15 der „Burgenwege“.

## Kultur und Sehenswürdigkeiten

### Bauwerke

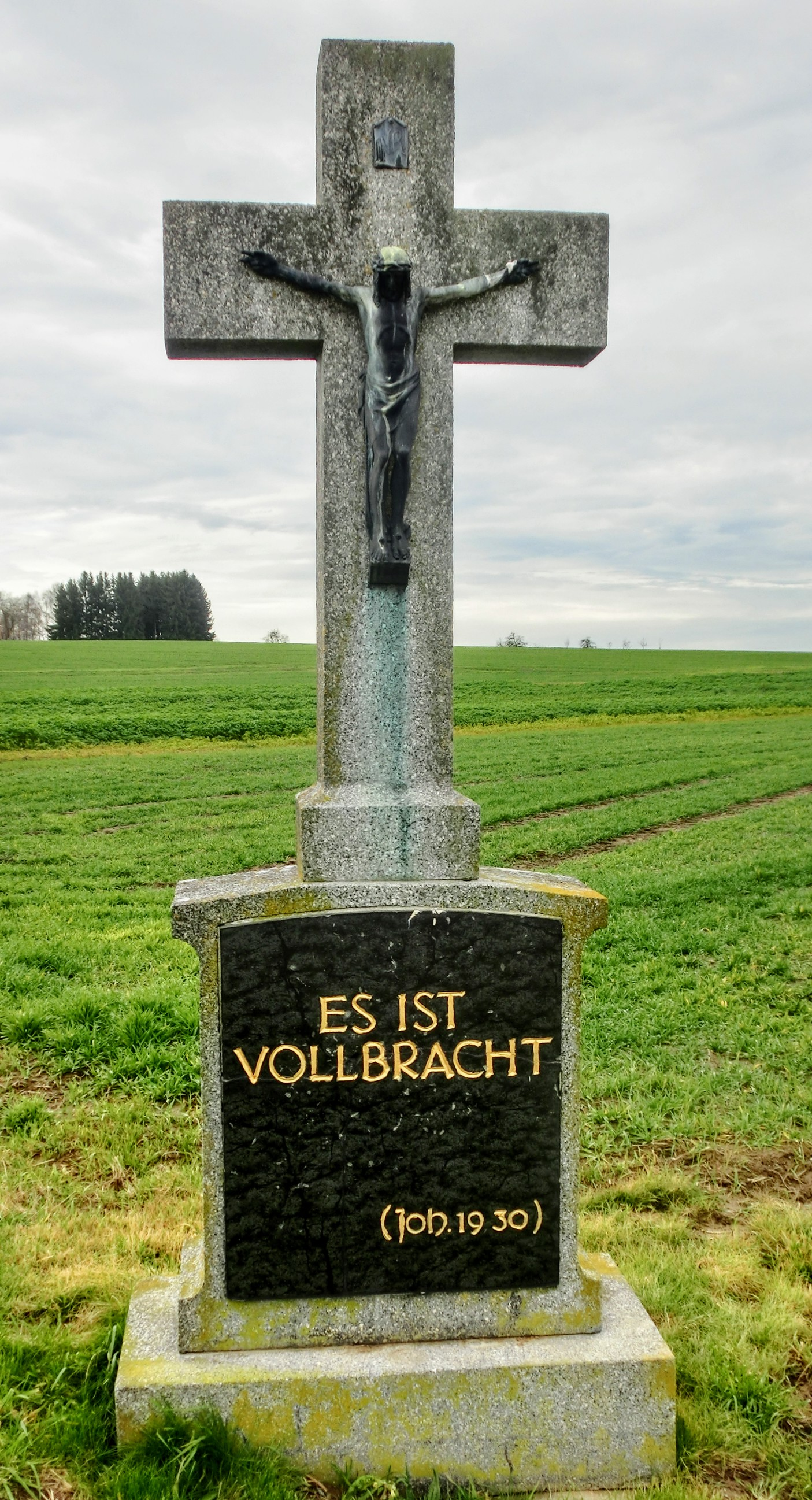
Flurkreuz an der Mindersdorfer Straße

- Die Kirche St. Vitus wurde Ende 1924 vollendet. Nach der Grundsteinlegung am 19. August 1923 ließ die Inflation den relativ schlichten, in klassizistischen Formen gehaltenen Sakralbau zum teuersten Kirchenbau im Hegau werden. 1933 erfolgte die Ausmalung des Innenraums durch die Gebrüder Hemberger: Im Langhaus zeigen fünf Deckenbilder Szenen aus dem Leben des Heiligen Veit, einem der Vierzehn Nothelfer. Nachdem 147 Zoznegger Bürger rund 3900 DM gespendet hatten, erhielt die Kirche 1954 drei neue Glocken; die Glockenweihe fand am 31. Januar statt. Die Pfarrer der Kirche sind noch aufzulisten und derern Amtsinhaber.
- Der Auerhof ist mit über 200 Jahren das wohl älteste erhaltene Gebäude in Zoznegg.
- Mehrere Flurkreuze an exponierten Stellen, auf Anhöhen und an Weggabelungen in und um Zoznegg werden heute von der Denkmalpflege zu den Kleindenkmalen gezählt und stehen zum Teil unter Denkmalschutz.

### Vereine
- Im Gasthaus Adler wurde im April 1958 das Akkordeon-Orchester Zoznegg gegründet; am Gründungsabend zählte das Orchester 83 aktive und passive Mitglieder.
- Der Musikverein Zoznegg wurde 1924 gegründet; Damals beschlossen die Mitglieder des Mandolinenclubs die Gründung einer Blaskapelle; heute zählt der Verein über 80 aktive, passive und Ehrenmitglieder.[16]
- Aus dem 1912 gegründeten Radfahrverein „Wanderlust“ Zoznegg wurde der heutige Radsportverein Zoznegg; 1963 wurde das erste Straßenrennen veranstaltet.
- Aus ersten Anfängen im Jahre 1903 wurde 1964 die Schneckenbürgler Narrenzunft Zoznegg gegründet; sie hat heute über 150 Hästräger in sechs Gruppen[17] und ist Mitgliedszunft in der Narrenvereinigung Hegau-Bodensee.
- Nach der DJK im Jahr 1929 und der Wiedergründungsversammlung als Sportfreunde Zoznegg 1948 erhielt der Fußball-Club Zoznegg 1954 seinen alten Namen zurück; 1994 erfolgte mit dem SV Winterspüren der Zusammenschluss zur heutigen SG Zoznegg-Winterspüren.[18]